# The Maggie
The Maggie is een Britse filmkomedie uit 1954 onder regie van Alexander Mackendrick.

## Verhaal
Kapitein Mactaggart van het kolenschip The Maggie heeft werk nodig. Als hij de kans krijgt om de waardevolle meubels te vervoeren voor de Amerikaanse zakenman Marshall, spelt hij hem leugens op de mouw. Marshall komt er echter achter dat het schip zijn reputatie kan beschadigen. Hij stelt alles in het werk om de cargo terug te krijgen.

## Rolverdeling
| Acteur             | Personage            |
| ------------------ | -------------------- |
| Paul Douglas       | Amerikaan / Marshall |
| Alex Mackenzie     | Kapitein             |
| James Copeland     | Stuurman             |
| Abe Barker         | Technicus            |
| Tommy Kearins      | Kleine jongen        |
| Hubert Gregg       | Pusey                |
| Geoffrey Keen      | Campbell             |
| Dorothy Alison     | Juffrouw Peters      |
| Andrew Keir        | Verslaggever         |
| Meg Buchanan       | Sarah                |
| Mark Dignam        | Landheer             |
| Jameson Clark      | Dan                  |
| Moultrie Kelsall   | Kapitein             |
| Fiona Clyne        | Sheena               |
| Sheila Shand Gibbs | Barmeid              |